# Potočarka
Potočarka (lat. Nasturtium), biljni rod korisnih, vodenih trajnica iz porodice kupusovki ili krstašica (Brassicaceae). Raširen je po cijelom svijetu, a najpoznatija je ljekovita potočarka, N. officinale, koja raste uvijek u blizini vode, kao što su potoci, rijeke i jarci, pa je nazivaju i mokriš ljuti, gorušica vodena, vodeni ren, a postoje još brojni nazivi za nju. Rodu pripada deset priznatih vrsta
Potočarka je ljekovita a koristi se i za hranu kao salata.

## Vrste
1. Nasturtium floridanum (Al-Shehbaz & Rollins) Al-Shehbaz & R.A.Price
2. Nasturtium gambelii (S.Watson) O.E.Schulz
3. Nasturtium microphyllum (Boenn.) Rchb.
4. Nasturtium officinale W.T.Aiton
5. Nasturtium × sterile (Airy Shaw) Oefelein